# Dromahane
Dromahane (auch: Drommahane, irisch Drom Átháin) ist ein Dorf im County Cork im Süd(west)en der Republik Irland. Die Einwohnerzahl Dromahane wurde bei der Volkszählung 2022 mit 947 Personen ermittelt. Das entspricht einer Steigerung um die Hälfte zu 1991 (damals 622 Einwohner).

## Geografie und Demografie
Dromahane liegt etwa 30 Kilometer nordnordwestlich von Cork und etwa fünf Kilometers südwestlich von Mallow. Die R619 kreuzt sich im Ort mit der R620.

## Sehenswürdigkeiten
Umgeben wird Dromahane von zahlreichen Erdwerken. In der Nähe stehen die Reste von Dromaneen Castle.
In der Ortschaft steht die 1904 errichtete St. Peter’s Church, die 1956 restauriert wurde.

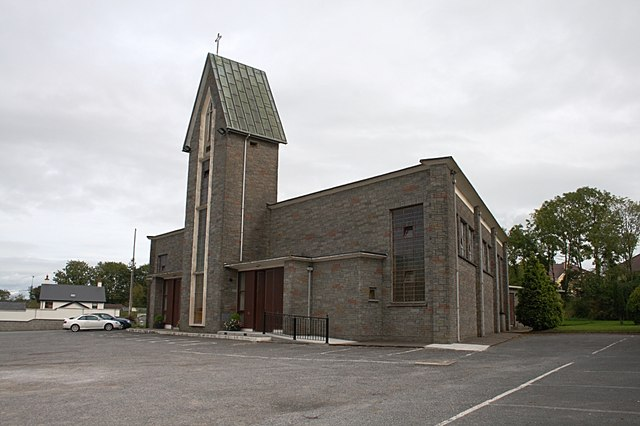
Dromahane Church (St. Peter’s)